# Paderu
Paderu là một mandal thuộc huyện Visakhapatnam, bang Andhra Pradesh.